# Rio Cabrão
Rio Cabrão is een plaats (freguesia) in de Portugese gemeente Arcos de Valdevez en telt 144 inwoners (2001).

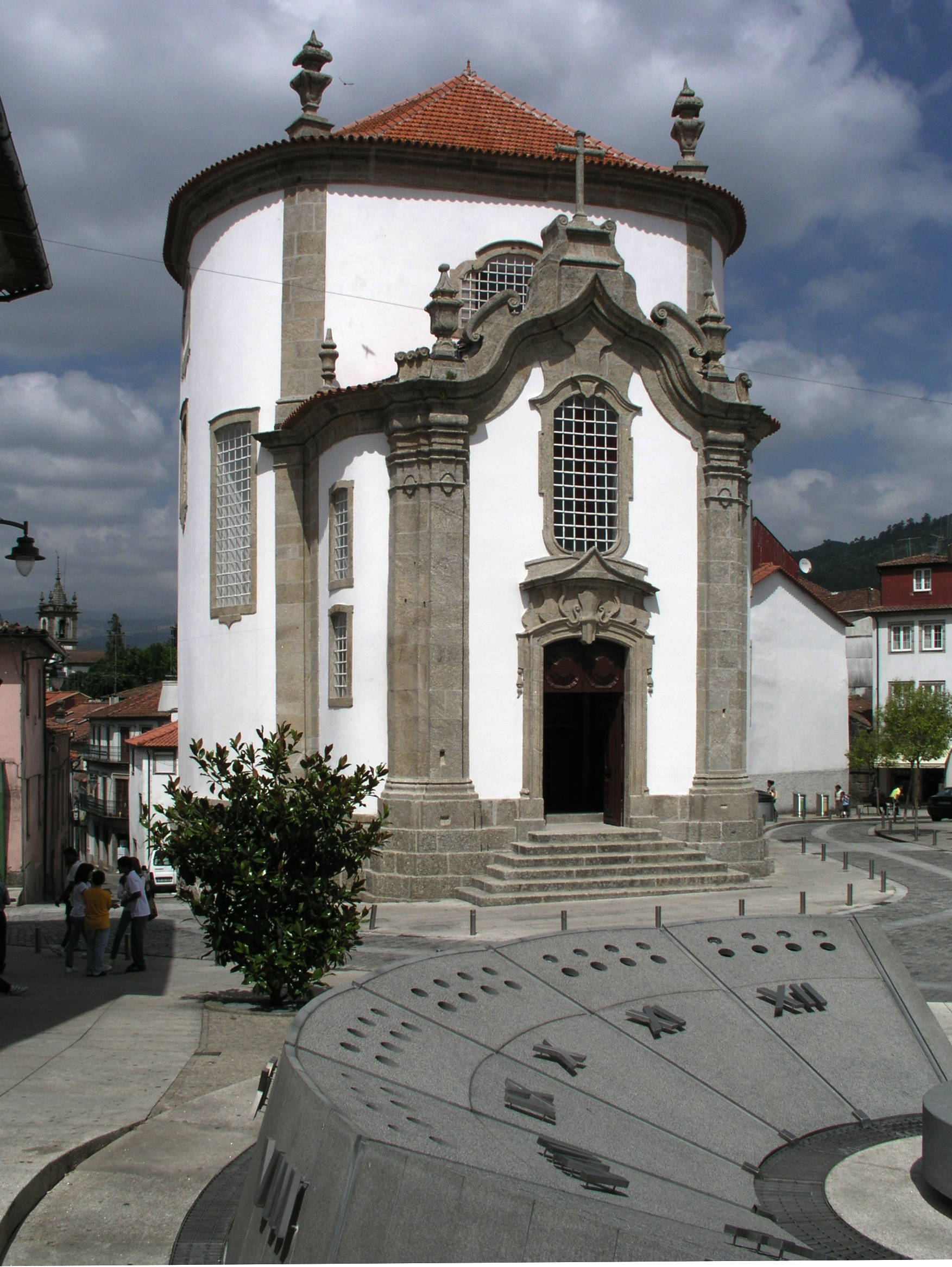
Kerk

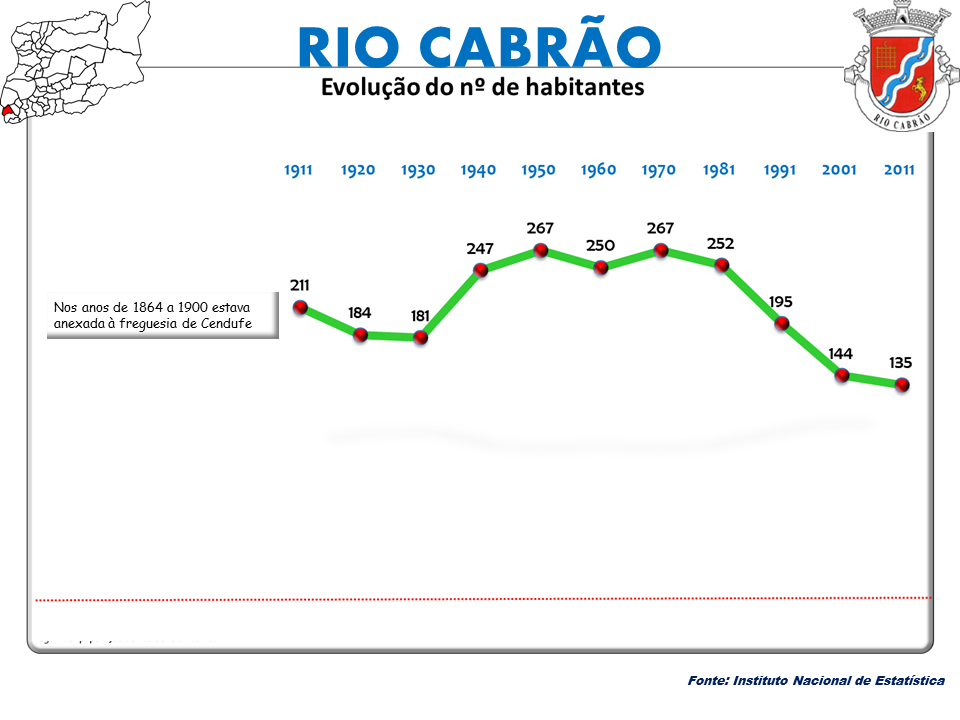
Bevolkingsontwikkeling tussen 1864 en 2011